# آن هاید
آن هاید (انگلیسی: Anne Hyde؛ ۱۲ مارس ۱۶۳۷ – ۳۱ مارس ۱۶۷۱) نخستین همسر جیمز، دوک یورک بود که بعدها مبدل به جیمز دوم، پادشاه انگلستان شد.
وی دختر یکی از اشراف انگلیسی - ادوارد هاید (که بعداً ارل کلرندون شد) - بود و زمانی که هر دو در هلند در تبعید زندگی می‌کردند، با شوهر آینده‌اش آشنا شد. او در سال ۱۶۶۰ با جیمز، دوک یورک ازدواج کرد و دو ماه بعد اولین فرزند این زوج را به دنیا آورد که خارج از ازدواج قانونی زاده شده بود. برخی از ناظران این ازدواج را تأیید نکردند، اما برادر جیمز، چارلز دوم پادشاه انگلستان خواستار این بود که این ازدواج رسمی شود. یکی دیگر از دلایل عدم تأیید، محبت عمومی جیمز نسبت به آن هاید بود. آنها هشت فرزند داشتند که شش فرزندشان در اوایل کودکی درگذشتند. آن دو کودکی به سن بزرگسالی رسیدند ماری دوم، ملکه انگلستان و ملکه آن بودند. جیمز یک مرد زنباره و هوسباز بود که معشوقه‌های زیادی داشت و به همین سبب آن هاید اغلب او را سرزنش می‌کرد، و جیمز فرزندان نامشروع بسیاری داشت.
آن هاید که در اصل یک انگلیکان بود، بلافاصله پس از ازدواج با جیمز به مذهب کاتولیک گروید. او در جریان بازدید از هلند و فرانسه با مذهب کاتولیک آشنا و به شدت جذب آن شده بود. تا حدودی به دلیل نفوذ آن هاید، همسرش جیمز نیز به کاتولیک گروید، که در نهایت به انقلاب شکوهمند منجر شد. او بعدها به سرطان پستان پیشرفته مبتلا شد و اندکی پس از تولد هشتمین فرزندش درگذشت.

## سالهای اولیه (۱۶۳۷–۱۶۶۰)
در سال ۱۶۲۹، ادوارد هاید با همسر اول خود، آن آیلیف اهلِ گریتنهام ازدواج کرد. شش ماه پس از ازدواج، همسرش آبله گرفت، سقط جنین کرد و درگذشت. سه سال بعد، هاید با فرانسیس آیلسبری ازدواج کرد. دختر بزرگ این زوج در سال ۱۶۳۷ در کرنبورن لانژ در وینزر، بارکشر به دنیا آمد. والدین او را به نام همسر اول ادوارد هاید، «آن» نام نهادند. تقریباً هیچ چیز از زندگی او قبل از سال ۱۶۴۹، زمانی که خانواده‌اش پس از اعدام شاه مخلوع چارلز یکم به هلند گریختند، در دست نیست.
در طول نخستین جنگ داخلی انگلستان پدرش مشاور برجسته چارلز اول بود، سپس در سال ۱۶۴۶ با پسرش چارلز دوم به تبعید رفت. مانند بسیاری از پناهندگان، آنها در بردا ساکن شدند، جایی که «مری اورانژ» به بسیاری از فراریان انگلیسی پناه داد. مری ظاهراً برخلاف میل مادرش هنریتا ماریا که از هاید متنفر بود، آن هاید را به عنوان خدمتکار افتخاری منصوب کرد.
آن هاید در میان افرادی که در لاهه یا در خانه روستایی شاهزاده اورانژ در تیلینگن ملاقات می‌کرد، محبوب عموم شد. او جذاب و شیک بود و مردان بسیاری را به خود جذب کرد. یکی از اولین مردانی که عاشق آن هاید شد، اسپنسر کامپتون، پسر ارل نورث همپتون بود. با این حال، دیری نپائید که آن هاید عاشق هنری جرمین شد که او هم متقابلاً احساسات خود را به آن هاید نشان داد. وی هنگامی که با جیمز، دوک یورک، پسر شاه مخلوع ملاقات کرد، آن به همان سرعت جرمین را کنار گذاشت. در ۲۴ نوامبر ۱۶۵۹، دو یا سه سال پس از اولین ملاقات او، جیمز دوم به رغم مخالفت بسیاری از جمله پدرش، که آن هاید را در اتاقی حبس کرد و ظاهراً از چارلز خواست تا او را اعدام کند، قول داد که با آن هاید ازدواج کند. چارلز این توصیه را رد کرد و گفت که شخصیت قوی آن هاید تأثیر مثبتی بر برادر ضعیف او خواهد داشت.

## مرگ و میراث
آن هاید به مدت ۱۵ ماه پس از تولد کوچک‌ترین پسرش، ادگار، بیمار بود. او هنریتا را در سال ۱۶۶۹ و کاترین را در سال ۱۶۷۱ به دنیا آورد، اما هرگز پس از تولد کاترین بهبودی کامل نیافت. او که مبتلا به سرطان پستان بود، در ۳۱ مارس ۱۶۷۱ درگذشت. در بستر مرگ، برادرانش هنری و لورنس سعی کردند یک کشیش انگلیسی را بیاورند تا او را شفاعت کرده و مراسم عشای ربانی را به جا آورد، اما آن هاید امتناع کرد و به‌جایش مراسم «ویتاکوم» را از کشیش کلیسای کاتولیک دریافت کرد. دو روز پس از مرگ او، جسد مومیایی شده او در سرداب ماری، ملکه اسکاتلند در نمازخانهٔ کوچک هنری هفتم در کلیسای وست‌مینستر دفن شد. در ژوئن ۱۶۷۱، تنها پسر بازمانده آن، ادگار، به دلایل طبیعی درگذشت، و به دنبال آن کاترین در دسامبر درگذشت و ماری و آن را به عنوان وارثان دوک یورک باقی گذاشت.
پس از مرگ آن هاید، پرتره‌ای از او توسط ویلم ویزینگ به سفارش مری دوم ملکهٔ آینده کشیده شد. این قبلاً بالای درب اتاق نشیمن ملکه در گاردن هاوس واقع در قلعه وینزر آویزان بود. دو سال پس از مرگ همسر اولش، جیمز دوم، پادشاه انگلستان با یک شاهزاده خانم کاتولیک به نام ماری مدنا ازدواج کرد. ماری مدنا تنها پسر او، جیمز فرانسیس ادوارد استوارت را به دنیا آورد که تا بزرگسالی زنده ماند. جیمز در سال ۱۶۸۵ پادشاه انگلستان، ایرلند و اسکاتلند شد، اما در جریان انقلاب شکوهمند سال ۱۶۸۸ از قدرت خلع شد. سپس پارلمان انگلیس تاج و تخت را به دختر بزرگ آن هاید یعنی مری و همسرش ویلیام سوم پیشنهاد کرد. پس از مرگ مری در سال ۱۶۹۴ و ویلیام در سال ۱۷۰۲، تنها فرزند بازمانده آن هاید، ملکه آن ملکه سه پادشاهی انگلستان، ایرلند و اسکاتلند شد و در سال ۱۷۰۷، اولین حاکم پادشاهی متحد بریتانیای کبیر شد.